# Ulf Bjalfason
Ulf Bjalfason (en nórdico antiguo: Úlfr Bjálfason, 805 - 878), más conocido como Kvedulfr (Lobo Nocturno, en nórdico antiguo: Keld-úlfr), fue un renombrado caudillo vikingo, hersir y bóndi del siglo IX en Sogn, Noruega. Es uno de los personajes principales de los primeros capítulos de la saga de Egil, también se le menciona en el Landnámabók (libro del asentamiento) y otras fuentes islandesas. Se describe a Kveldulf como un ulfhéðinn y hábil con el bryntröll.

## Familia
Keld-úlfr era hijo de Bjalfi y Hallbera, hija de Ulf el Valiente y hermana de Hallbjorn Halftroll. También era primo hermano de Ketil Trout de Halogaland y pariente de su descendiente con el mismo nombre, Ketil Trout de Islandia de Namdalen. Keld-úlfr casó con Salbjorg, hija del caudillo vikingo Berle-Kari; por lo tanto era cuñado del vikingo Eyvind Lambi y el escaldo Olvir Hnufa.
Keld-úlfr y Salbjorg tuvieron tres hijos, Thorolf Kveldulfsson, Herlaug y Grim (más conocido como Skalla-Grímr Kveldulfsson o "Grim el Calvo").

## Oposición al reinado de Harald
Keld-úlfr se opuso al poder de Harald I de Noruega, rey de vestfold, pero era muy anciano y renunció a sumarse a la coalición contra el rey liderada por el caudillo Audbjorn de Fjordane, y no lucharía en el ejército de los reyes de Sogn. Tras la segunda batalla de Solskjell, autorizó a su hijo Thorolf que se uniera al séquito de Harald y se le permitió vivir en paz a pesar de no haber prestado juramento de lealtad a la corona.

## Muerte
Cuando Thorolf fue asesinado por los hombres del rey Harald, Keld-úlfr se dejó vencer por la pena y guardó cama. El rey rechazó pagar la pérdida con la tradicional compensación (wergeld), por lo que Keld-úlfr y Skallagrim se tomaron justicia y mataron a los asesinos antes de escapar hacia Islandia. Por el camino, agotado por su latente actitud como berserker, el anciano Keld-úlfr murió. Skallagrim construyó su granja en Borg, Islandia, cerca de donde enterró el ataúd de Kveldulf.